# 阿尔切内
阿尔切内（義大利語：Arcene），是意大利贝加莫省的一个市镇。总面积4.23平方公里，人口4745人，人口密度1121.7人/平方公里（2009年）。国家统计（ISTAT）代码为016011。